# Trémargat
Trémargat település Franciaországban, Côtes-d’Armor megyében. Lakosainak száma 182 fő (2022. január 1.). Trémargat Kergrist-Moëlou, Lanrivain, Peumerit-Quintin, Plounévez-Quintin és Saint-Nicodème községekkel határos.

## Népesség
A település népessége az elmúlt években az alábbi módon változott:
| Lakosok száma | 243  | 187  | 152  | 167  | 193  | 192  | 186  | 187  | 181  | 182  |
|               | 1968 | 1982 | 1990 | 2006 | 2013 | 2015 | 2017 | 2019 | 2020 | 2022 |